# 保険相談.com
株式会社保険相談.com（ほけんそうだんどっとこむ）は、かつて存在したウェブクルーグループの生命保険コンサルティング会社。
中立的な立場のファイナンシャルプランナー（FP）に無料で保険相談ができた。
2012年10月に株式会社家計見直し.comに商号変更し、太陽光発電設備販売業に転じたが、2014年3月31日に株式会社保険見直し本舗へ吸収合併され解散した。

## 主な関連会社
- ウェブクルー
- 損害保険見直し本舗
- 保険見直し本舗
- ウェブクルーエージェンシー
- ウェブクレジット
- ウェブクルーリアルエステイト
- グランドエイジング
- FXキング
- 小肥羊ジャパン
- イー・旅ネット・ドット・コム